# 리딩게이트
리딩게이트(Reading Gate)는 경기도 성남시에 위치한 소프트웨어 회사이다.